# Parafia archikatedralna św. Stanisława i św. Wacława w Krakowie
Parafia archikatedralna św. Stanisława i Wacława w Krakowie – parafia archidiecezji krakowskiej, której kościołem jest bazylika archikatedralna św. Stanisława i św. Wacława w Krakowie. Najmniejsza parafia archidiecezji krakowskiej.

## Historia parafii
Parafia została utworzona w 1000.
Kościół parafialny (archikatedra) wybudowany w latach 1320–1364, konsekrowany w 1364.

## Szczególne uroczystości parafialne roku kościelnego
- 24 grudnia: pasterka –  godz. 24.00 i godz. 10.00
- 6 stycznia: święto Trzech Króli – Objawienia Pańskiego – msza o godz.10:00
- Środa Popielcowa – msza godz. 16.30
- Liturgia Triduum Paschalnego
- 3 maja: uroczystość Matki Bożej Królowej Polski – msza godz. 10.00
- 8 maja: uroczystość św. Stanisława – msza godz. 17.30
- Pierwsza niedziela po 8 maja: procesja św. Stanisława z Wawelu na Skałkę – godz. 9.00
- 8 czerwca: uroczystość ku czci św. Jadwigi Królowej Polski – msza godz. 17.30
- uroczystość Bożego Ciała – msza oraz procesja do Rynku Głównego – godz. 9.00
- 4 lipca: święto poświęcenia katedry wawelskiej – msza godz.17.30
- 15 sierpnia: uroczystość Wniebowzięcia Najświętszej Maryi Panny – msza o godz. 10.00
- 28 września: uroczystość św. Wacława – msza godz. 17.30
- 2 listopada: msza oraz procesja do grobów królewskich – godz. 16.30

## Duszpasterze

### Proboszcz parafii wawelskiej
- ks. dr Paweł Baran – od 1 września 2022[2]

### Rezydenci
- ks. prof. Jacek Urban